# Miconia ioneura
Miconia ioneura là một loài thực vật có hoa trong họ Mua. Loài này được Griseb. mô tả khoa học đầu tiên năm 1879.